# Умисел
Умисел — вид вини.
Відповідно до ч. 2 ст. 24 КК України злочин визнається вчиненим умисно, коли особа, яка його вчинила, усвідомлювала суспільно небезпечний характер своєї дії або бездіяльності, передбачала її суспільно небезпечні наслідки і бажала їх або свідомо припускала настання цих наслідків.
Дві характерні ознаки умислу: інтелектуальна і вольова.
Інтелектуальна:
1. усвідомлення особою суспільно небезпечного характеру своєї дії чи бездіяльності;
2. передбачення її суспільно небезпечних наслідків.

Вольова ознака: наявність у суб‘єкта бажання настання суспільно небезпечних наслідків від вчиненого ним діяння чи свідоме їх допущення.
Залежно від поєднання у свідомості злочинця інтелектуальної і вольової ознак умисел буває прямий і непрямий (евентуальний).
Різновиди умислу: визначений (бажання досягти конкретного злочинного наслідку), невизначений (винний передбачає суспільно небезпечні наслідки лише у загальних рисах), альтернативний (особа передбачає і бажає настання одного з кількох можливих злочинних наслідків).
Із урахуванням емоційної сторони вчиненого злочину і часу формування умислу: заздалегідь обдуманий; такий, що виник раптово, та афектований.
Заздалегідь обдуманий:
1. виникає у винного ще до початку вчинення злочину;
2. найважливіші дії і умови, які будуть мати значення для успішного здійснення злочинного наміру, обдумуються завчасно.

Умисел, що виник раптово формується безпосередньо перед самим початком вчинення злочину, тобто винний здійснює свій злочинний намір одразу ж після його виникнення.
Афектований умисел виникає у процесі сильного душевного хвилювання (афекту) раптово, під впливом тих чи інших обставин, найчастіше внаслідок протизаконного насильства з боку потерпілого.
Вчинення злочину під впливом сильного душевного хвилювання (п.4 ст. 40 ККУ), викликаного неправомірними діями потерпілого, є обставиною, що пом'якшує відповідальність, а в деяких випадках — обов'язковою ознакою так званого привілейованого складу злочину (ст. 95, 103 КК України).